# زردپره گلوسیاه

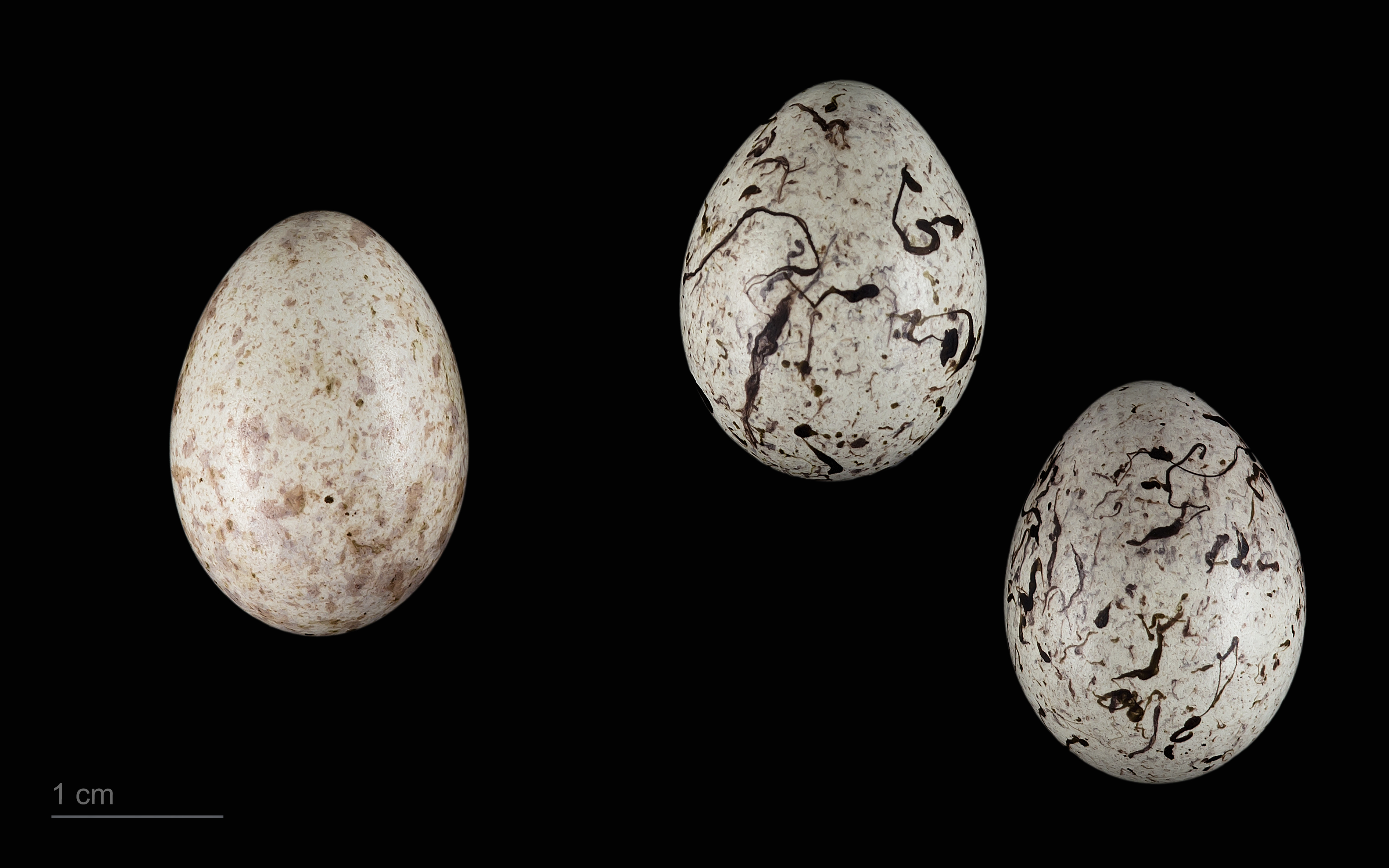
Cuculus canorus canorus + Emberiza cirlus

زردپره گلوسیاه (نام علمی: Emberiza cirlus) پرنده‌ای از گروه زردپره‌ها در تیرهٔ زردپرگان در راستهٔ گنجشک‌سانان است. این پرنده در جنوب اروپا, جزیره‌های دریای مدیترانه و شمال آفریقا زندگی می‌کند و مقیم این مناطق گرم است و پرندهٔ کوچنده نیست. در جنوب غربی ایران نیز یافت می‌شود. زیستگاه زردپره گلوسیاه زمین‌های مخروبه با درختان پراکنده و بوته‌زار است و در زمستان در کشتزارها دیده می‌شود. این پرنده آشیانه خود را پایین بوته‌ها یا درختان می‌سازد.